# Stanisław Witt
Stanisław Witt SVD (ur. 14 listopada 1918 w Lubichowie, zm. 10 lipca 1943 w Dachau) – polski kleryk katolicki, Sługa Boży Kościoła katolickiego.
Był synem Sylwestra i Leokadii z domu Szwarc. W 1928 roku wstąpił Niższego Seminarium Misyjnego Księży Werbistów w Górnej Grupie, a po zdaniu matury wstąpił nowicjatu w Chludowie.
Po wybuchu II wojny światowej 4 września 1939 złożył pierwsze śluby zakonne. 25 stycznia 1940 Niemcy internowali wszystkich przebywających w Domu Misyjnym duchownych i utworzyli obóz przejściowy dla zakonników i księży z okolicy. Po aresztowaniu przewieziony został do hitlerowskiego obozu koncentracyjnego Dachau (KL), gdzie za próbę zatrzymania różańca został skopany. Przebywał w obozie Mauthausen-Gusen, a powtórnie przewieziony do Dachau (KL), zarejestrowany został pod numerem 21959.
Zmarł wyniszczony ciężką pracą i chorobami.
Jest jednym z 122 Sług Bożych, wobec których 17 września 2003 roku rozpoczął się proces beatyfikacyjny drugiej grupy męczenników z okresu II wojny światowej. 23 kwietnia 2008 roku zamknięto w Misyjnym Seminarium Duchownym Księży Werbistów w Pieniężnie proces rogatoryjny (diecezjalny etap procesu beatyfikacyjnego).

## Źródła internetowe
- Notatka biograficzna
- MARTYRS KILLED IN ODIUM FIDEI BY THE NAZIS DURING THE SECOND WORLD WAR (III) (poz. 84) (ang.)